# João Batista de Oliveira (bispo)
João Batista de Oliveira, S.V.D. (Rio Azul, 9 de julho de 1963) é um prelado brasileiro da Igreja Católica, desde 2024 bispo de Corumbá.

## Biografia
Ingressou no seminário menor dos Missionários do Verbo Divino em 1987, onde realizou seus estudos fundamental e médio nas Escola Estaduais Presidente Kennedy e Instituto de Educação em Ponta Grossa até o ano de 1991. Em 1992, viveu o Aspirantado da congregação em Curitiba. Continuou seus estudos em filosofia na Pontifícia Universidade Católica do Paraná; estudou teologia no Instituto de Estudos Superiores de São Paulo. Obteve formação adicional em história e sociologia na Pontifícia Universidade Católica do Paraná, fez cursos de missiologia no México e cursos de instrutor na Holanda. Em 25 de março de 2000 fez a profissão perpétua em Diadema. Recebeu o sacramento da ordenação em 24 de fevereiro de 2001 na Igreja do Sagrado Coração de sua cidade natal.
Após sua ordenação, trabalhou como missionário no Equador, sendo vigário da paróquia Santo Hermano Miguel em Guayaquil, de 2001 a 2003 e pároco da Paróquia Santo Hermano Miguel de Guayaquil de 2004 a 2007. Nos dois anos seguintes atuou na formação da próxima geração da ordem e na pastoral vocacional de sua comunidade. De 2011 a 2016 foi mestre de noviços em Juquiá no estado de São Paulo e de 2017 a 2022 foi provincial da Província Centro Brasileira dos Missionários Steyler. Desde então e até sua nomeação episcopal, foi pároco na Paróquia Nossa Senhora da Penha de Alta Floresta d'Oeste.
O Papa Francisco o nomeou Bispo de Corumbá em 30 de novembro de 2024. Recebeu a ordenação episcopal em 22 de fevereiro de 2025, no Santuário de Nossa Senhora Auxiliadora, de Dom Dimas Lara Barbosa, arcebispo de Campo Grande, coadjuvado por Dom Ettore Dotti, C.S.F., bispo de Naviraí e por Dom Norbert Hans Christoph Foerster, S.V.D., bispo de Ji-Paraná.